# Воронежский областной краеведческий музей
Воронежский областной краеведческий музей — один из ведущих музеев Воронежа. Музейные фонды насчитывают более 170 тыс. единиц хранения. Самыми ценными являются: этнографическая коллекция (3 433 ед. хр.), коллекция нумизматики, фалеристики, бонистики, сфрагистики, филателии (34 844 ед. хр.), коллекция фарфора, керамики (1 602 ед. хр.), коллекция оружия (423 ед. хр.) и собрание редких книг (5 098 ед. хр.). Экспозиционно-выставочная площадь учреждения составляет 2615 м².

## История создания музея
Воронежский губернский музей был открыт 9 (21) сентября 1894 года, хотя планы по организации в городе музея относятся к первой половине XIX века. Так, в 1832 год был разработан проект создания экспозиции, посвящённой деятельности Петра I. По замыслу краеведов музей предполагалось разместить на острове — в здании бывшего петровского цейхгауза. Этот проект был одобрен губернатором Д. Н. Бегичевым и утвержден Николаем I.
Следующая страница в истории создания музея в Воронеже связана с именем Николая Ивановича Второва, советника Губернского Правления, известного своими научными исследованиями по истории и этнографии края. В 1857 году Н. И. Второвым на имя губернатора Н. П. Синельникова была подана докладная записка, обосновывающая полезность этого учреждения для города. В этой же записке Н. И. Второв разработал структуру будущего музея.
В 80-е годы XIX в. работу по созданию музея возглавил Леонид Борисович Вейнберг — секретарь Статистического Комитета. Он сам занялся разбором и систематизацией уже имеющихся коллекций, а также формированием новых, пользуясь своими служебными поездками по губернии. Л. Б. Вейнбергу удалось, несмотря на отсутствие средств, далеко продвинуть дело организации музея. Вокруг него сформировалась инициативная группа любителей истории края. Из первых жертвователей музею обзор того времени указывает А. А. Марина, иеромонаха Геронтия, Б. Г. Карповича, Н. В. Воскресенского, М. А. Веневитинова, А. М. Соловцова, Л. Б. Вейнберга. Коллекции музея при Вейнберге достигли уже 1100 предметов и дело открытия тормозилось только отсутствием подходящего помещения.
В 1890 году воронежским губернатором был назначен Евгений Александрович Куровский, решившим вопрос с помещением для музея, предоставив три комнаты в здании Городской Думы по адресу Плехановская, 3. Из членов Статистического Комитета была образована специальная комиссия по организации музея, в неё вошли: Ф. Д. Чертков (председатель), С. Е. Зверев, В. К. Задлер, Е. Л. Марков, В. Н. Колюбакин, К. К. Федяевский, М. С. Карташов, К. Смирнов, М. П. Паренаго. К моменту открытия музея 9 (21) сентября 1894 года Л. Б. Вейнберг покинул Воронеж и его преемником стал Стефан Егорович Зверев (священник, преподаватель Кадетского корпуса), который руководил музеем до 1919 года.
В воронежском областном краеведческом музее хранится большая коллекция насекомых, которая располагается в основном здании музея по адресу: г. Воронеж, ул. Плехановская, 29. Собрание насекомых насчитывает более 30 тысяч экземпляров. Первыми, в 1991 году, в коллекцию музея попали бабочки, жуки и шмели Воронежского края. В настоящее время коллекция музея насчитывает более 3 тысяч экземпляров жуков и бабочек.

## Открытие музея
С назначением в 1890 году воронежским губернатором Е. А. Куровского, сочувственно отнесшегося к идее создания музея, этот вопрос был решён. Музею предоставили три комнаты на втором этаже в старом здании Городской Думы (сейчас Плехановская, 3). Из членов Статистического Комитета была образована комиссия по организации музея в составе: Ф. Д. Черткова (председатель), Е. Л. Маркова, В. Н. Колюбакина, В. К. Задлера, К. К. Федяевского, М. С. Карташова, С. Е. Зверева, К. Смирнова, М. П. Паренаго. Самого же Вейнберга к этому времени уже не было, так как в 1891 году он покинул Воронеж. Его преемником в Статистическом Комитете и музее стал Стефан Егорович Зверев, который руководил музеем до 1919 года. 9 (21) сентября музей торжественно отпраздновал своё открытие. Ко дню открытия в нём было до 2400 предметов, распределяющихся по отделам: естественный — около 30, этнографический — около 45, археологический — около 205, нумизматический — около 1500, историко-географический — около 130, библиотека — около 500. Этим кончается первый подготовительный период истории музея.
После открытия музея продолжилась работа по пополнению коллекций. В это время археологические раскопки были одной из основных сторон научной работы музея. Велись исследования: кургана в с. Мазурках Новохоперского уезда, Старого Маяцкого городища близ Дивногорского монастыря, «Хозарского» городища близ Воронежа, «Частых курганов». Именно благодаря ценным предметам, найденным в 1911 году при раскопках «Частных курганов», сотрудниками музея удалось решить вопрос о предоставлении музею нового здания.
В июле 1911 года музей получил здание бывших интендантских складов. Составление проектов реставрации здания, смет и руководство всеми работами принял на себя безвозмездный член Архивной Комиссии, инженер В. И. Гайн. Однако все планы и проекты музея перечеркнули: Первая мировая война, Революция 1917 г., гражданская война. При этом продолжалось пополнение фонда музея усилиями его сотрудников (Зверева, Ярцева). В 1916 году основан художественный отдел.

## Музей в 1917—1941 гг
Во время Революции 1917 г. и гражданской войны работниками музея была развёрнута активная деятельность по спасению гибнущих исторических и художественных ценностей. Некогда было думать тогда о научной работе, о систематизации и описании коллекции. В тяжёлые военные годы С. Е. Зверев со своими сотрудниками (М. С. Зверев, Ярцев, Н. В. Томановский) занимались главным образом сборами и охраной ценностей, ездили по имениям, спасая то, что ещё уцелело. Эта работа выполнялась в тяжёлых условиях, была сопряжена с опасностями, характерными для того времени.
После смерти С. Е. Зверева во главе музея становится М. К. Паренаго, одновременно непосредственно руководивший художественным отделом. Последующие пять лет были заполнены организационной работой: разбором накопленных материалов, их обработкой, учётом, и, наконец, развёртыванием экспозиций. К ранее имевшимся историко-культурному и художественному отделам в 1923 году добавились революционный и естественноисторический.
В начале 1924 года при музее возникла по инициативе его сотрудников и местных научных деятелей губернская краеведческая организация под названием «Общество изучения Воронежского края», которая стала продолжать дело ранее существовавших в Воронеже научных организаций (Статистического Комитета, Ученой Архивной Комиссии, Историко-археологического общества). Общество выпускало «Воронежский краеведческий сборник» (1924—1925 гг.) и «Известия Воронежского краеведческого общества» (1925—1927 гг.). Председателем его стал историк-краевед С. Н. Введенский, преподаватель университета. Активную работу в обществе вели А. М. Путинцев, Н. В. Валукинский, В. В. Литвинов.

## Музей в годы Великой Отечественной войны
К 1941 году Краеведческий музей насчитывал в своих коллекциях около ста тысяч предметов. Великая Отечественная война 1941—1945 годов нанесла колоссальный ущерб городу, не пощадив и музеи. Только незначительная часть фондов была эвакуирована в Казахстан и Сибирь, а оставшиеся коллекции в основном погибли. В 1943 году музей возобновил свою деятельность в здании Антирелигиозного музея, который как и Музей революции после реэвакуации был объединён в единый Краеведческий музей.

## Музей в период 1945 г. — 1980-е гг
В 1948 году музею было возвращено принадлежавшее ему ранее здание, в котором был также размещён Музей изобразительных искусств.
В 1959 году музею было выделено отдельное здание по ул. Плехановской, 29 в котором он размещается и в наше время.
В 1978 году открылся филиал музея в Доме известного клоуна-дрессировщика А. Л. Дурова (ул. Дурова, 2).
В 1983 году в здании Арсенала по ул. Степана Разина, 43 открылась новая стационарная экспозиция «Воронежская область в годы Великой Отечественной войны 1941—1945 годов».
Фонды музея насчитывают более 160 тысяч единиц хранения, и с 1985 года расположены в здании бывшего «Дома губернатора» (пр. Революции, 22).
Основная экспозиция музея, отражающая историю края открылась в 1987 году (ул. Плехановская, 29). В 1991 году из состава краеведческого музея выделился музей-заповедник «Костёнки» в Хохольском районе.
В 1994 году музей торжественно отметил своё 100-летие.

## Научная деятельность
В музее ведётся научная и просветительская работа. За последние годы сотрудники музея выпустили ряд буклетов, учебно-методических пособий и сборников научных трудов. Среди них:
- Воронежский областной краеведческий музей (буклет). — Воронеж, 2006.
- Воронеж- колыбель российского флота. Воронеж, 2006. — 16 с.
- Дом-музей А. Л. Дурова / сост. И. Бойкова. Воронеж, 2006. — 16 с.
- Выставка «Оружие восьми веков. XIII—XX вв.» (буклет). Воронеж, 2006.
- Виват, Воронеж! (Методическое пособие для педагогов). Воронеж, 2007. — 48 с.
- Методика экскурсионной работы. Воронеж, 2008. — 27 с.
- Сборник научных докладов, посвященных 30-летию Дома-музея А. Л. Дурова. Воронеж, 2008. — 160 с.

## Современная структура Воронежского областного краеведческого музея (ВОКМ)
1. Основное здание (экспозиция «История Воронежского края» и стационарные выставки) — ул. Плехановская, 29.
2. Отдел ВОКМ «Великая Отечественная война. 1941—1945 гг.» («Арсенал») — ул. Степана Разина, 43
3. Отдел ВОКМ «Дом-музей А. Л. Дурова» (экспозиция «Жизнь и творчество А. Л. Дурова») — ул. Дурова, 2
4. Отдел ВОКМ «Фонды» — пр-т Революции, 22.
5. Отдел ВОКМ «История создания Российского флота» — экспозиция теплохода пассажирского «Гото Предестинация»